# Comité scientifique Pro Anima
Pionnier en France, le Comité scientifique Pro Anima (du latin le souffle, la vie) a été fondé en 1989 par Christiane Laupie-Koechlin sous la présidence d’honneur du Professeur Théodore Monod. 

## Objectifs
Dans une démarche de santé globale,, ses activités concourent à la réalisation d’un même objectif : promouvoir une recherche biomédicale, une évaluation des substances chimiques (médicaments, ingrédients cosmétiques, alimentaires, produits phytosanitaires, etc) et une sécurité sanitaire rigoureuse (pour moins d’effets toxiques et secondaires) par une plus grande reconnaissance et acceptation des technologies innovantes alternatives aux animaux (modèles in vitro 3D tels que les organoïdes,et organes-sur-puces,, la bioimpression 3D et 4D, l'intelligence artificielle,, etc.).
À partir de modèles plus fiables et plus proches physiologiquement de l’espèce humaine, que le modèle animal qui s’avère limité, que ce soit au regard la faible prédictivité des tests et expérimentations sur animaux pour identifier la toxicité chez l’humain ou encore du faible taux translationnel lors du processus de développement de médicaments, le Comité scientifique Pro Anima soutient le progrès des sciences et le développement des technologies les plus avancées permettant la transition vers une science sans recours à l’animal plus pertinente pour l’humain dans la recherche, l’éducation et les tests toxicologiques.

## Actions et Outils
Pour accompagner la transition vers la recherche non animale, le Comité Pro Anima agit en tant qu'intermédiaire et catalyse le dialogue pour interpeller et sensibiliser tous les acteurs (industriels, chercheurs, législateurs/régulateurs, et société civile) à l'échelle française, européenne et internationale.
Depuis 2013, le Comité Pro Anima finance des programmes de recherche via le Prix EthicScience, devenu en 2023 le Prix Descroix-Vernier EthicScience.
Le Comité déploie également plusieurs outils et actions clés tels qu’un revue trimestrielle Sciences, Enjeux, Santé, la seule revue francophone dédiée aux nouvelles méthodes non animales, un réseau d’experts et une série de panels de discussion Science & Dialogue, une veille hebdomadaire sur l’actualité politique, réglementaire, économique et scientifique, ainsi que des ateliers de sensibilisation. 

## Statut Juridique
Le comité scientifique Pro Anima est une association Loi 1908 (droit local Alsace-Moselle), dont le siège est à Strasbourg, inscrit au registre des associations et enregistré près le tribunal d’instance de Strasbourg en date du 25 octobre 2002, volume 80, folio 253.
L’association est libre de toute sujétion politique, philosophique, confessionnelle ou autre.